# Адам фон Валдщайн
Адам фон Валдщайн Млади (на чешки: Adam „mladší“ z Valdštejna; на немски: Adam „der Jüngere“ von Waldstein; * 8 юни 1570; † 24 август 1638 в Прага, Бохемия) е чешки благородник, първият имперски граф на Валдщайн в Бохемия, Чехия, висш чиновник на император Фердинанд II.

## Биография
Той е син на фрайхер Йохан/Ян Стари фон Валдщайн (1500 – 1576) и втората му съпруга Магдалена фон Вартенберг († 1592), дъщеря на Адам фон Вартенберг († 1564/1579) и фрайин Магдалена фон Коловрат († 1540). Внук е на фрайхер Вилхелм Стари фон Валдщайн († 1557). Майка му Магдалена фон Вартенберг се омъжва втори път за фрайхер Йохан фон Липа-Крумау († 1598). Баща му е 1554 – 1570 г. най-главен съдия в Бохемия и до 1576 г. главен кемерер.
През 1611 г. Адам става най-висш съдия на Бохемия (1611 – 1619) и управител. През 1620 г. той става католик. Като верен привърженик на Хабсбургската монархия в Бохемия той получава през 1621 г. и други собствености. Той е камерхер, таен съветник на император Ферднанд II също бохемски майстер на кон, господар стюард и губернатор.
На 25 юни 1628 г. император Фердинанд II издига Адам на имперски граф на Свещена Римска империя. Като чешки благородник той желае да умре като такъв.
През 1631 г. той става рицар на ордена на златното руно.
Адам фон Валдщайн умира на 24 август 1638 г. на 68 години в Прага и е погребан в катедралата „Св. Вит“.

## Фамилия
Първи брак: 1590/пр. 1601 г. с братовчедката си баронеса/фрайин Елизабет фон Валдщайн (* ок. 1563; † 14 януари 1614, Камербург), дъщеря на фрайхер Йохан/Ян „Най-стария“ фон Валдщайн († 1597) и Мария фон Ландщайн († 1589). Те имат шест деца:
- Ладислав († сл. 25 юни 1628)
- Рудолф Максимилиан (* 12 януари 1592; † 1 юни 1649), женен за Цдислава Зезимовá з Úстí († 1632)
- Бертхолд (* 8 ноември 1604; † 16 ноември 1632 в битка при Люцен)
- Франц Август
- Поликсена († 1620), омъжена на 23 ноември 1615 г. за граф Адам „младши“ зе Щтернберка († 11 юни 1633)
- Максимилиан фон Валдщайн (* пр. 1600; † 18 февруари 1655, Прага), граф на Валдщайн на 25 юни 1628 г., господар на Вартенберг, женен I. на 20 май 1618 г. в Прага за графиня Катарина Барбара фон Харах (* 10 ноември 1599; † 22 август 1640), II. за Поликсена Мария з Талмберка (* 1599; † 25 май 1651), III. за графиня Максимилиана фон Залм-Нойбург (* 1608; † 8 декември 1663)

Втори брак: на 11 януари 1615 г. в Олмюц, Моравия, с фрайин Йохана Амалия фон Циротин, наследничка на Грос Зееловиц (* ок. 1600; † сл. 1627/сл. 1633), дъщеря на фрайхер Викторин фон Циротин († 1611) и Лудмила Врбна зу Ломниц. Те имат двама сина:
- Йохан Викторин Карл (* 1 май 1616; † пр. 1673), граф на Валдщайин, женен I. ок. 1640 г. за графиня Мария Поликсена Хрзáновá з Харасова († ок. 14 май 1663), II. за Ева Лудмила Матхиас фон Глаухен
- Йохан Карл Фердинанд (* 25 юли 1617; † сл. 1648), женен за Елишка Барбора Беркова з Дубе (* 1629)